# Самуил (патриарх Александрийский)
Патриа́рх Самуи́л Капасу́лис (греч. Πατριάρχης Σαμουήλ Καπασούλης; 1661, Хиос — 1723) — Папа и Патриарх Александрийский и всего Египта (22 января 1710—1712, 1714 — нач. сентября 1723).

## Биография
Был митрополитом Ливийским. Патриарх Герасим II избрал его в 1710 году своим преемником. Вскоре в Александрии появился митрополит Клавдиупольский Косма, в прошлом архиепископ Синайский, пожелавший занять патриарший престол. Константинопольский патриарх Киприан поддержал Косьму, считая Самуила недостойным.
Косьма в течение нескольких лет оспаривал у Самуила патриарший престол, а в 1712 году при помощи турецких властей Косьма получил желаемое. На стороне Самуила были большая часть епископата и клира Александрийской Церкви. Самуил решает бороться. Для этого, а также для обустройства церкви нужна была крупная сумма денег (более шестидесяти кошелей золота), которую Самуил вынужден был просить «у неверных и чужестранцев». К протестантским правителям Европы отправились посланцы.
Так, Патриарх Самуил обращался за помощью к английской королеве Анне Стюарт (1702—1714) и папе Клименту XI; последний будто бы утвердил его Патриархом после того, как тот в присутствии францисканцев подписал латийское вероисповедание. В 1713 году вторично занявший Константинопольский престол Киприан оправдал Самуила от возводимых на него обвинений и в январе 1714 года писал Хрисанфу Иерусалимскому, что невиновность возвращенного на Александрийский престол Патриарха доказана и объявлена с амвона.
Письмо патриарха Самуила английской королеве Анне, составленное высоким штилем, заканчивалось просьбой побудить «придворных благороднейших князей, лордов Королевского Совета и всех исполненных христианской любви господ, клириков и мирян, оказать нам своё сочувствие и содействие». К письму были приложены свидетельства английских консулов в Каире и Триполи о плачевном состоянии Александрийской Церкви, о том, как православные Египта ухаживают за заболевшими чумой англичанами в монастыре в Александрии, а греческие священники с готовностью отпевают англикан. Королева по ходатайству престарелого епископа Лондонского Комптона пожертвовала 300 фунтов.
Тем временем Косма, по избрании своём патриархом Константинопольским, возвратил Александрийский престол Самуилу.
Одним из последних его дел как Патриарха в 1723 году было признание году учреждения Святейшего Правительствующего Синода.